# Plexippus robustus
Plexippus robustus là một loài nhện trong họ Salticidae.
Loài này thuộc chi Plexippus. Plexippus robustus được Friedrich Wilhelm Bösenberg & Lenz miêu tả năm 1895.